# Пирресон, Ройс
Ройс Пирресон (англ. Royce Pierreson; род. 1 апреля 1989, Солтэш, Юго-Западная Англия) — британский актёр театра и кино.

## Биография
Ройс Пирресон вырос в Корнуолле в Англии. В 2011 году он окончил Королевский валлийский колледж музыки и драмы, не позже 2012 года начал играть в театре, в 2014 году начал сниматься в кино. На его счету роли в сериалах «Наша девочка», «Живые и мёртвые», «Жажда странствий» и др. В 2019 году Пирресон сыграл роль Истредда в сериале «Ведьмак» от американской компании Netflix, в 2021 году — роль доктора Ватсона в сериале «Нерегулярные части».
В 2022 году Пирресон женился на Натали Херрон, с которой познакомился за пять лет до этого. Супруги живут в Лондоне и Стокгольме.

## Фильмография
| Год  |   | Название             | Роль           |  |
| ---- | - | -------------------- | -------------- |  |
| 2012 | с | Стелла               | Ли             |  |
| 2013 | с | Убийства в Мидсомере | Финн Робсон    |  |
| 2013 | ф | Тор 2: Царство тьмы  | студент        |  |
| 2013 | с | Плохие               | Роб            |  |
| 2015 | с | Смерть в раю         | Дэниел Томсон  |  |
| 2016 | ф | Спектральный анализ  | Лило Диас      |  |
| 2017 | с | По долгу службы      | Джейми Десфорд |  |
| 2019 | с | Ведьмак              | Истредд        |  |
| 2019 | ф | Джуди                | Барт           |  |
| 2021 | с | Нерегулярные части   | доктор Ватсон  |  |
| 2022 | с | Я...                 | Мигель         |  |